# 조산
조산(早産, 영어: preterm birth)이란 임신한 날부터 37주가 되기 전에 이루어지는 분만을 말한다. 조기 분만(早起分娩)이라고도 한다.

## 현황
대한민국 통계청 자료에 따르면, 대한민국에서 2013년 한 해 동안 태어난 신생아 중 6.47%가 조산아였다. 이 비율은 2003년에 조산아의 비율이 약 4.5%였던 것과 비교하면, 10년만에 1.4배 이상 증가한 것이다.
- 임신 24주 미만 : 0.04%
- 임신 24주 ~ 27주6일 : 0.22%
- 임신 28주 ~ 31주6일 : 0.55%
- 임신 32주 ~ 35주6일 : 2.64%
- 임신 36주 ~ 36주6일 : 3.02%

## 원인
조산의 원인은 다양하며, 전치태반, 태반조기박리, 양수 감염, 자궁경부무력증, 자궁 기형, 전자간증, 외상, 수술, 태아 기형 등이 있다.
흡연과 알코올 섭취도 조산의 원인이 될 수 있다고 알려져 있다.

## 예후
1990년대 이후 20여 년 동안 임신 23주 ~ 28주 사이에 태어난 조산아의 생존률은 상당히 높아져 임신 23주에는 15%, 임신 24주에는 55%, 임신 25주에는 80%에 이르렀다. 임상적으로는 임신 21주5일의 조산아를 생존시킨 사례까지 있지만, 의학계에서는 고도의 의료시설을 이용해도 임신 22주 전에는 모체 밖에서 생명을 유지할 수 없다고 보는 게 일반적이다.
조산아가 생존 가능한 임신 주수를 세계보건기구(WHO)는 임신 23주로, 미국 산부인과 학회는 임신 25주로 각각 정하고 있다.
임신 26주까지의 분만 시에는 조산아의 약 80%에게서 크고 작은 이상이 나타난다. 또, 임신 37주 전에 미숙아(未熟兒)로 태어나는 경우에는 여러 합병증이 유발될 가능성이 있으므로 임신 37주 전의 산모는 조기진통이 일어나지 않도록 운동 등의 활동에 주의하여야 하고, 조기진통이 있는 산모의 경우 적절한 처치로 조산하지 않도록 노력하여야 한다.

## 합병증
조산아의 합병증이 정상 분만 영아와 유사한 주수는 임신 34주 이후이며, 그 이유는 이 주수 이후에 태어난 영아의 경우 태아곤란증후군에 빠질 가능성이 현저히 적기 때문이다. 즉, 태아의 폐 성숙이 임신 34주까지 이루어지기 때문에 임신 34주가 되기 전에 태어난 영아는 자발적 호흡이 어려워 의료적 도움이 없으면 생존 확률이 낮다.
이 때문에 임신 34주가 되기 전에 태어난 조산아 중 체중 1.5kg 미만의 아기는 인큐베이터를 이용하며, 임신 후 34주 이상, 체중이 1.8kg 이상이 되어 아기가 스스로 체온 조절을 할 수 있을 때에 인큐베이터에서 나오게 된다.
한 연구에 따르면 조산아의 72%에서는 특별한 합병증이 보이지 않았고, 28%에서 전자간증, 태아 가사, 태아 성장 지연, 태반 조기 박리, 태아 사망 등의 합병증을 보였다.

## 같이 보기
- 분만
- 과숙 분만